# ويلارد تي. ستيفنز
ويلارد تي. ستيفنز هو سياسي أمريكي، ولد في 6 سبتمبر 1865، وتوفي في 26 أبريل 1937. نشط حزبياً في الحزب الجمهوري. وقد انتخب عضو مجلس ولاية ويسكونسن ‏.